# جو راگلند
جوزف الکساندر راگلند (انگلیسی: Joe Ragland؛ زادهٔ ۱۱ نوامبر ۱۹۸۹) بازیکن بسکتبال اهل ایالات متحده آمریکا است.